# 大杨镇 (亳州市)
大杨镇，是中华人民共和国安徽省亳州市谯城区下辖的一个乡镇级行政单位。

## 行政区划
大杨镇下辖以下地区：
胡桥村、师店村、聂关村、大阁村、聂桥村、大杨村、大王村、郭万村、韩老家村、小李村、孟王村、丁固村、刘匠村和郝屯村。